# カトー岬
座標: 南緯54度28分 東経3度22分 / 南緯54.467度 東経3.367度

ブーベ島の地図

カトー岬（カトーみさき、ノルウェー語: Catoodden, 英語: Cato Point）は南大西洋に浮かぶノルウェー領ブーベ島南西部にある岬である。